# Wassim Ben Tara
Wassim Ben Tara (in arabo وسيم بن طارة‎?; Tunisi, 3 agosto 1996) è un pallavolista tunisino, opposto della Sir Safety Perugia.

## Biografia
Nato da padre tunisino e madre polacca, è il fratello minore dei pallavolisti Sami Ben Tara e Skander Ben Tara, nonché cugino della pallavolista Katarzyna Bagrowska.

## Carriera

### Club
La carriera da professionista di Wassim Ben Tara inizia in patria, quando nella stagione 2013-14, all'età di diciassette anni, esordisce nel massimo campionato tunisino con l'Espérance de Tunis, conquistando la coppa nazionale, il campionato arabo per club e il campionato africano per club. Nella stagione seguente emigra in Francia, dove prende parte per un biennio alla Ligue A con l'ASUL Lyon. Resta nella massima divisione transalpina anche nel campionato 2016-17, ma trasferendosi allo Chaumont, dove nel corso di un triennio conquista uno scudetto e una Supercoppa francese, mentre nell'annata 2019-20 indossa la casacca del Gazélec Ajaccio.
Nella stagione 2020-21 approda in Polonia, indossando la casacca dello Stal Nysa, in Polska Liga Siatkówki; dopo un triennio coi giallo-blu, fa una breve esperienza in Qatar nel 2023, difendendo i colori del Qatar SC in Coppa dell'Emiro. Nel campionato 2023-24 viene ingaggiato dalla Sir Safety Perugia, nella Superlega italiana, con cui si aggiudica due Supercoppe, venendo insignito del premio come MVP nell'edizione 2023, il campionato mondiale per club, la Coppa Italia, lo scudetto e la Champions League 2024-25, dove ottiene anche il riconoscimento come miglior opposto.

### Nazionale
Fa parte della nazionale tunisina under 19 che partecipa al campionato mondiale 2013, con l'under 21 invece vince l'oro al campionato africano 2013, mentre con l'under 23 conquista un altro oro al campionato africano 2014.
Nel 2015 debutta in nazionale maggiore, vincendo la medaglia d'argento al campionato africano, torneo nel quale, successivamente, si aggiudica l'oro nel 2017, nel 2019 e nel 2021, in quest'ultimo caso anche insignito del premio come miglior attaccante; partecipa inoltre ai Giochi della XXXII Olimpiade.

## Palmarès

### Club
- Campionato francese: 1

2016-17
- Campionato italiano: 1

2023-24
- Coppa di Tunisia: 1

2013-14
- Coppa Italia: 1

2023-24
- Supercoppa francese: 1

2017
- Supercoppa italiana: 2

2023, 2024
- Campionato mondiale per club: 1

2023
- Campionato africano per club maschile: 1

2014
- Champions League: 1

2024-25
- Campionato arabo per club: 1

2014

### Nazionale (competizioni minori)
- Campionato africano under 21 2013
- Campionato africano under 23 2014

### Premi individuali
- 2021 - Campionato africano: Miglior attaccante
- 2023 - Supercoppa italiana: MVP
- 2025 - Champions League: Miglior opposto